# Eddie Salcedo
Eddie Anthony Salcedo Mora, noto semplicemente come Eddie Salcedo (Genova, 1º ottobre 2001), è un calciatore italiano, attaccante dell'OFI Creta.

## Biografia
È nato a Genova da genitori colombiani. Il padre Antonio è un ex cestista. Ha vissuto con la famiglia nel quartiere di Sestri Ponente.

## Caratteristiche tecniche
È un attaccante duttile, capace di ricoprire ogni ruolo offensivo, pur privilegiando la posizione di punta centrale. Si distingue per le qualità atletiche e il senso del gol. Tende a svariare sull'intera linea d'attacco, caratteristica che ha generato il paragone con Anthony Martial. Si distingue anche per dinamismo e potenza fisica.

## Carriera

### Club

#### Inizi con Genoa e Inter
Cresce nel settore giovanile del Genoa, debuttando in prima squadra non ancora sedicenne: esordisce il 20 agosto 2017, nell'incontro di campionato con il Sassuolo finito senza reti. Il 30 novembre successivo scende in campo in Coppa Italia, nella gara vinta per 1-0 con il Crotone.
Nell'estate 2018 viene acquistato in prestito con diritto di opzione dall'Inter, con la cui formazione Primavera disputa il campionato di categoria, perdendo la finale contro l'Atalanta. Non ottiene nessuna presenza con la prima squadra, ma l'allenatore Luciano Spalletti lo porta in panchina per la gara dei quarti di Coppa Italia contro la Lazio e in due occasioni durante il campionato. A fine stagione viene riscattato dai nerazzurri.

#### Prestito al Verona
Il 31 agosto 2019, viene ceduto in prestito al Verona, sempre in Serie A. Al Verona ritrova Ivan Jurić, allenatore che lo aveva fatto esordire in Serie A con il Genoa. Esordisce con i veneti il 29 settembre 2019 in Cagliari-Verona (1-1), rimpiazzando al 62' Valerio Verre ed aiutando la squadra a pareggiare pochi minuti più tardi. In maglia scaligera si rende autore di buone prestazioni ed il 3 novembre 2019 realizza la sua prima rete in A nella sfida vinta per 2-1 contro il Brescia. Nel mese di dicembre subisce un infortunio al ginocchio destro, dovendo poi sottoporsi ad un intervento di pulizia artroscopica. Il ritorno in campo avviene nel febbraio 2020. Conclude la stagione con 17 presenze e 1 rete.
Tornato all'Inter, il 25 settembre 2020 viene nuovamente ceduto in prestito al Verona con diritto di opzione e contro-opzione a favore dei nerazzurri.
In questa stagione segna due gol in campionato e uno in Coppa in 23 partite complessive. Termina l’esperienza veronese con 40 presenze e 4 gol.

#### Prestiti in Italia e Spagna
Rientrato all'Inter, svolge la preparazione estiva sotto la guida di Simone Inzaghi. Il 31 agosto 2021 passa in prestito allo Spezia, dove colleziona 12 presenze.
Il 1º settembre 2022 passa in prestito al Bari, in Serie B. Due giorni dopo esordisce nel campionato cadetto nella partita interna contro la SPAL, rilevando Mirco Antenucci. Il 12 novembre segna la prima rete con i pugliesi nel pareggio casalingo col Südtirol (2-2), in cui firma la seconda rete della rimonta definitiva.
Il 31 gennaio 2023, dopo 15 presenze e 2 gol con i biancorossi, il Bari risolve il prestito con l'Inter, che contestualmente lo gira in prestito con diritto di riscatto al Genoa, sempre in Serie B. Salcedo torna così a vestire la maglia rossoblù dopo 5 anni. Il 25 febbraio segna il suo primo gol in rossoblu, nel successo per 3-0 sulla SPAL e si ripete il 18 marzo in un altro 0-3, contro il Brescia. 
A fine stagione, dopo la promozione del Genoa, torna all'Inter prendendo parte al ritiro estivo. Il 25 agosto passa all'Eldense in prestito con diritto di riscatto. Il 10 gennaio 2024, dopo aver messo insieme 12 presenze e 2 gol tra Segunda División e Coppa del Re, l'Eldense risolve il prestito con l'Inter e Salcedo fa ritorno in Italia, al Lecco, in prestito fino al termine della stagione, giocando 10 partite in Serie B delle quali solo 2 da titolare.

#### OFI Creta
L'11 settembre 2024, viene nuovamente ceduto in prestito, questa volta all'OFI Creta, nella massima serie greca. Quattro giorni dopo, debutta con il club, subentrando a Thiago Nuss al 73° minuto dell'incontro di campionato contro l'Arīs Salonicco; nove minuti dopo, segna anche il suo primo gol, con la partita che si è poi conclusa con una vittoria per 3-2. Il 2 luglio 2025 si trasferisce definitivamente ai greci.

### Nazionale
Il 16 novembre 2018 ha esordito con la nazionale Under-19, con la quale nel 2019 ha partecipato all'Europeo di categoria.
Il 3 settembre 2020 fa il suo esordio in nazionale Under-21, entrando nel secondo tempo della partita amichevole contro la Slovenia vinta 2-1 a Lignano Sabbiadoro.

## Statistiche

### Presenze e reti nei club
Statistiche aggiornate al 17 aprile 2025.
| Stagione        | Squadra         | Campionato      | Campionato | Campionato | Coppe nazionali | Coppe nazionali | Coppe nazionali | Coppe continentali | Coppe continentali | Coppe continentali | Altre coppe | Altre coppe | Altre coppe | Totale | Totale | Totale |
| Stagione        | Squadra         | Comp            | Pres       | Reti       | Comp            | Pres            | Reti            | Comp               | Pres               | Reti               | Comp        | Pres        | Reti        | Pres   | Reti   |        |
| --------------- | --------------- | --------------- | ---------- | ---------- | --------------- | --------------- | --------------- | ------------------ | ------------------ | ------------------ | ----------- | ----------- | ----------- | ------ | ------ | ------ |
| 2017-2018       | Genoa           | A               | 2          | 0          | CI              | 1               | 0               | -                  | -                  | -                  | -           | -           | -           | 3      | 0      |        |
| 2018-2019       | Inter           | A               | 0          | 0          | CI              | 0               | 0               | -                  | -                  | -                  | -           | -           | -           | 0      | 0      |        |
| 2019-2020       | Verona          | A               | 17         | 1          | CI              | 0               | 0               | -                  | -                  | -                  | -           | -           | -           | 17     | 1      |        |
| 2020-2021       | Verona          | A               | 21         | 2          | CI              | 2               | 1               | -                  | -                  | -                  | -           | -           | -           | 23     | 3      |        |
| Totale Verona   | Totale Verona   | Totale Verona   | 38         | 3          |                 | 2               | 1               |                    | -                  | -                  |             | -           | -           | 40     | 4      |        |
| 2021-2022       | Spezia          | A               | 12         | 0          | CI              | 0               | 0               | -                  | -                  | -                  | -           | -           | -           | 12     | 0      |        |
| 2022-gen. 2023  | Bari            | B               | 15         | 2          | CI              | 1               | 0               | -                  | -                  | -                  | -           | -           | -           | 16     | 2      |        |
| gen.-giu. 2023  | Genoa           | B               | 8          | 2          | CI              | -               | -               | -                  | -                  | -                  | -           | -           | -           | 8      | 2      |        |
| Totale Genoa    | Totale Genoa    | Totale Genoa    | 10         | 2          |                 | 1               | 0               |                    | -                  | -                  |             | -           | -           | 11     | 2      |        |
| 2023-gen. 2024  | Eldense         | SD              | 11         | 2          | CR              | 1               | 0               | -                  | -                  | -                  | -           | -           | -           | 12     | 2      |        |
| gen.-giu. 2024  | Lecco           | B               | 10         | 0          | -               | -               | -               | -                  | -                  | -                  | -           | -           | -           | 10     | 0      |        |
| 2024-2025       | OFI Creta       | SLE             | 22         | 5          | GC              | 4               | 1               | -                  | -                  | -                  | -           | -           | -           | 26     | 6      |        |
| Totale carriera | Totale carriera | Totale carriera | 118        | 14         |                 | 9               | 2               |                    | -                  | -                  |             | -           | -           | 127    | 16     |        |

### Cronologia presenze e reti in nazionale
| Cronologia completa delle presenze e delle reti in nazionale ― Italia under 21 | Cronologia completa delle presenze e delle reti in nazionale ― Italia under 21 | Cronologia completa delle presenze e delle reti in nazionale ― Italia under 21 | Cronologia completa delle presenze e delle reti in nazionale ― Italia under 21 | Cronologia completa delle presenze e delle reti in nazionale ― Italia under 21 | Cronologia completa delle presenze e delle reti in nazionale ― Italia under 21 | Cronologia completa delle presenze e delle reti in nazionale ― Italia under 21 | Cronologia completa delle presenze e delle reti in nazionale ― Italia under 21 |
| Data                                                                           | Città                                                                          | In casa                                                                        | Risultato                                                                      | Ospiti                                                                         | Competizione                                                                   | Reti                                                                           | Note                                                                           |
| ------------------------------------------------------------------------------ | ------------------------------------------------------------------------------ | ------------------------------------------------------------------------------ | ------------------------------------------------------------------------------ | ------------------------------------------------------------------------------ | ------------------------------------------------------------------------------ | ------------------------------------------------------------------------------ | ------------------------------------------------------------------------------ |
| 3-9-2020                                                                       | Lignano Sabbiadoro                                                             | Italia under 21                                                                | 2 – 1                                                                          | Slovenia under 21                                                              | Amichevole                                                                     | -                                                                              | 46’                                                                            |
| 3-9-2021                                                                       | Empoli                                                                         | Italia under 21                                                                | 3 – 0                                                                          | Lussemburgo under 21                                                           | Qual. Europeo Under-21 2023                                                    | -                                                                              | 63’                                                                            |
| Totale                                                                         |                                                                                | Presenze                                                                       | 2                                                                              |                                                                                | Reti                                                                           | 0                                                                              |                                                                                |

| Cronologia completa delle presenze e delle reti in nazionale ― Italia under 19 | Cronologia completa delle presenze e delle reti in nazionale ― Italia under 19 | Cronologia completa delle presenze e delle reti in nazionale ― Italia under 19 | Cronologia completa delle presenze e delle reti in nazionale ― Italia under 19 | Cronologia completa delle presenze e delle reti in nazionale ― Italia under 19 | Cronologia completa delle presenze e delle reti in nazionale ― Italia under 19 | Cronologia completa delle presenze e delle reti in nazionale ― Italia under 19 | Cronologia completa delle presenze e delle reti in nazionale ― Italia under 19 |
| Data                                                                           | Città                                                                          | In casa                                                                        | Risultato                                                                      | Ospiti                                                                         | Competizione                                                                   | Reti                                                                           | Note                                                                           |
| ------------------------------------------------------------------------------ | ------------------------------------------------------------------------------ | ------------------------------------------------------------------------------ | ------------------------------------------------------------------------------ | ------------------------------------------------------------------------------ | ------------------------------------------------------------------------------ | ------------------------------------------------------------------------------ | ------------------------------------------------------------------------------ |
| 16-11-2018                                                                     | Recanati                                                                       | Italia under 19                                                                | 2 – 3                                                                          | Ungheria under 19                                                              | Amichevole                                                                     | -                                                                              |                                                                                |
| 19-11-2018                                                                     | Recanati                                                                       | Italia under 19                                                                | 2 – 4                                                                          | Slovacchia under 19                                                            | Amichevole                                                                     | -                                                                              | 15’                                                                            |
| 5-12-2018                                                                      | Zestaponi                                                                      | Georgia under 19                                                               | 2 – 1                                                                          | Italia under 19                                                                | Amichevole                                                                     | 1                                                                              | 46’                                                                            |
| 16-1-2019                                                                      | Caserta                                                                        | Italia under 19                                                                | 3 – 0                                                                          | Spagna under 19                                                                | Amichevole                                                                     | -                                                                              | 52’                                                                            |
| 13-2-2019                                                                      | Siena                                                                          | Italia under 19                                                                | 2 – 1                                                                          | Francia under 19                                                               | Amichevole                                                                     | 1                                                                              | 56’                                                                            |
| 20-3-2019                                                                      | Padova                                                                         | Italia under 19                                                                | 2 – 2                                                                          | Belgio under 19                                                                | Qual. Europeo Under-19 2019                                                    | -                                                                              | 76’                                                                            |
| 23-3-2019                                                                      | Monteortone                                                                    | Italia under 19                                                                | 3 – 1                                                                          | Ucraina under 19                                                               | Qual. Europeo Under-19 2019                                                    | 1                                                                              |                                                                                |
| 26-3-2019                                                                      | Padova                                                                         | Italia under 19                                                                | 2 – 0                                                                          | Serbia under 19                                                                | Qual. Europeo Under-19 2019                                                    | -                                                                              | 37’                                                                            |
| 14-7-2019                                                                      | Erevan                                                                         | Italia under 19                                                                | 0 – 3                                                                          | Portogallo under 19                                                            | Europeo Under-19 2019 - 1º turno                                               | -                                                                              | 62’                                                                            |
| 17-7-2019                                                                      | Erevan                                                                         | Armenia under 19                                                               | 0 – 4                                                                          | Italia under 19                                                                | Europeo Under-19 2019 - 1º turno                                               | -                                                                              | 72’                                                                            |
| 20-7-2019                                                                      | Erevan                                                                         | Spagna under 19                                                                | 2 – 1                                                                          | Italia under 19                                                                | Europeo Under-19 2019 - 1º turno                                               | -                                                                              | 70’                                                                            |
| 14-8-2019                                                                      | Aidussina                                                                      | Slovenia under 19                                                              | 2 – 4                                                                          | Italia under 19                                                                | Amichevole                                                                     | 1                                                                              | 46’ 53’                                                                        |
| 6-9-2019                                                                       | Fiorenzuola d'Arda                                                             | Italia under 19                                                                | 2 – 2                                                                          | Paesi Bassi under 19                                                           | Amichevole                                                                     | -                                                                              | 67’                                                                            |
| 9-9-2019                                                                       | Colorno                                                                        | Italia under 19                                                                | 2 – 1                                                                          | Svizzera under 19                                                              | Amichevole                                                                     | -                                                                              | 46’                                                                            |
| 11-10-2019                                                                     | Braganza                                                                       | Portogallo under 19                                                            | 4 – 1                                                                          | Italia under 19                                                                | Amichevole                                                                     | 1                                                                              | 75’                                                                            |
| 13-10-2019                                                                     | Macedo de Cavaleiros                                                           | Portogallo under 19                                                            | 1 – 0                                                                          | Italia under 19                                                                | Amichevole                                                                     | -                                                                              | 86’                                                                            |
| 13-11-2019                                                                     | Santarcangelo di Romagna                                                       | Italia under 19                                                                | 2 – 0                                                                          | Malta under 19                                                                 | Qual. Europeo Under-19 2020                                                    | -                                                                              | 56’                                                                            |
| 16-11-2019                                                                     | Santarcangelo di Romagna                                                       | Italia under 19                                                                | 2 – 0                                                                          | Cipro under 19                                                                 | Qual. Europeo Under-19 2020                                                    | -                                                                              | 51’                                                                            |
| 19-11-2019                                                                     | Cattolica                                                                      | Slovenia under 19                                                              | 0 – 3                                                                          | Italia under 19                                                                | Qual. Europeo Under-19 2020                                                    | -                                                                              | 77’ 87’                                                                        |
| Totale                                                                         |                                                                                | Presenze                                                                       | 19                                                                             |                                                                                | Reti                                                                           | 5                                                                              |                                                                                |